# Еритрин
Еритри́н (кобальтові квіти) — мінерал класу арсенатів, водний арсенат кобальту шаруватої будови.

## Етимологія та історія
Еритрин був названий у 1832 році французьким геологом і мінералогом Франсуа Сюльпісом Бьоданом (1787–1850) на честь давньогрецького слова ἐρυθρός erythrós — червоний. Франсуа Бьодан назвав як синоніми «арсенат кобальту» і «арсенокислий кобальт».
Першу письмову згадку про мінерал, хоча й без опису чи місця розташування, можна знайти в анонімній праці «Mvsævm Brackenhofferianvm», опублікованій у 1683 році під назвою «Coboltum rubrum» або «rother Kobolt»
Найперший відомий хімічний аналіз мінералу виконав німецький хімік Крістіан Фрідріх Бухольц (1770—1818) у 1810 році на матеріалі з Ріхельсдорфа (район Герсфельд-Ротенбург, Німеччина). Приблизно в той самий час також проаналізовано зразок із району Аллемон (Франція). Єнс Якоб Берцеліус розрахував хімічну формулу Co3[AsO4]2·6H2O за допомогою аналізу Бухольца, тоді як аналіз французького зразка дав формулу з 9 H2O.

## Загальний опис
Синонім — кобальтові квіти.
Хімічна формула: Co3 [AsO4]2·8H2O. Містить ізоморфні домішки Са, Mn, Fe2+, іноді Zn, Ni, Cu. Склад у %: CoO — 37,54; As2O5 — 38,39; Н2O — 24,07.
Звичайний продукт вивітрювання арсенідів кобальту. Утворює тверді розчини з анабергітом.
Сингонія моноклінна. Ізоструктурний з вівіанітом. Прозорий. Блиск тьмяний.
Спайність довершена в одному напрямі.
Тв. 1,5–3,0. Густина 2,95–3,1. Крихкий.
Форми виділення: рожево-, фіолетово- або малиново-червоні землисті вицвіти, плівки і кірки безпосередньо на кобальтвмісних мінералах або поблизу них; також сферичні і ниркоподібні агрегати, паралельно-жердинисті і радіально-променисті зростки, сплощені довгопризматичні або голчаті кристали у тонких тріщинах. Походження гіпергенне.
Утворюється у зоні окиснення за рахунок арсенідів і сульфоарсенідів кобальту.
Еритрин — пошукова ознака на кобальтові руди.
Асоціація: кобальтит, скуттерудит, симплезит, розеліт-бета, скородит, фармакосидерит, адаміт, моренозит, ретгерсит, малахіт.
Найвідоміші родовища — поблизу м. Кобальт (Онтаріо, Канада), Шнеєберг (Саксонія, Німеччина), Бу-Аззер (Марокко).

## Різновиди
Різновиди:
- еритрин залізистий (відміна еритрину, яка містить до 4 % FeO);
- еритрин кальціїстий (відміна еритрину· яка містить до 9,32 % СаО);
- еритрин цинковистий (відміна еритрину, яка містить до 8,5 % ZnO).